# Ferdinando Fuga
Ferdinando Fuga (11. listopadu 1699 Florencie – 7. února 1782 Neapol) byl italský architekt. Jeho tvorba byla ovlivněna zdobností pozdního baroka a rokoka, avšak postupně se v ní prosazovaly jednoduché linie typické pro klasicismus.

## Život
Otec Ferdinanda Fugy se narodil na ostrově Murano a byl komorníkem Ferdinanda Medicejského, matka pocházela z významného florentského rodu Serravalli. Jeho prvním učitelem byl florentský sochař a architekt Giovanni Battista Foggini. Od roku 1718 žil Fuga v Římě, kde se uvedl návrhem fontány di Trevi, který však nebyl realizován. Jeho významným dílem je Palazzo della Consulta na Kvirinálu, který se později stal sídlem italského Ústavního soudu. Přestavěl také baziliku svatého Apolináře a restauroval Sloup Antonina Pia. Pro svého krajana papeže Klementa XII. navrhl Fuga reprezentativní sídlo Palazzo Corsini. Pracoval i pro jeho nástupce Benedikta XIV. a podílel se na renovaci baziliky Panny Marie Sněžné a baziliky svaté Cecílie v Trastevere. Projektoval také kostel pro řád uršulinek ve vesnici Calvi dell'Umbria. Byl mu udělen Nejvyšší řád Kristův.
Od roku 1748 působil v Neapoli, kde osvícenský předseda vlády Bernardo Tanucci zahájil rozsáhlou přestavbu města, na které Fuga spolupracoval s dvorním architektem Luigim Vanvitellim. Podle jeho plánu byla postavena kaple v Palazzo Cellammare, divadlo v královském paláci a továrna na zbraně v Torre Annunziata. Podílel se rovněž na průkopnických sociálních projektech, jako byl hřbitov pro nemajetné obyvatele Neapole Cimitero delle 366 Fosse nebo gigantický chudobinec Real Albergo dei Poveri pro osm tisíc osob, zvaný také Palazzo Fuga. V Palermu Ferdinando Fuga vystavěl most přes řeku Milicia a v Ercolanu Villu Favorita. V letech 1753–1754 stál v čele italského Cechu svatého Lukáše. V závěru života pracoval na nové podobě palermské katedrály.
V Neapoli je po něm pojmenováno náměstí Piazza Ferdinando Fuga. 

## Galerie

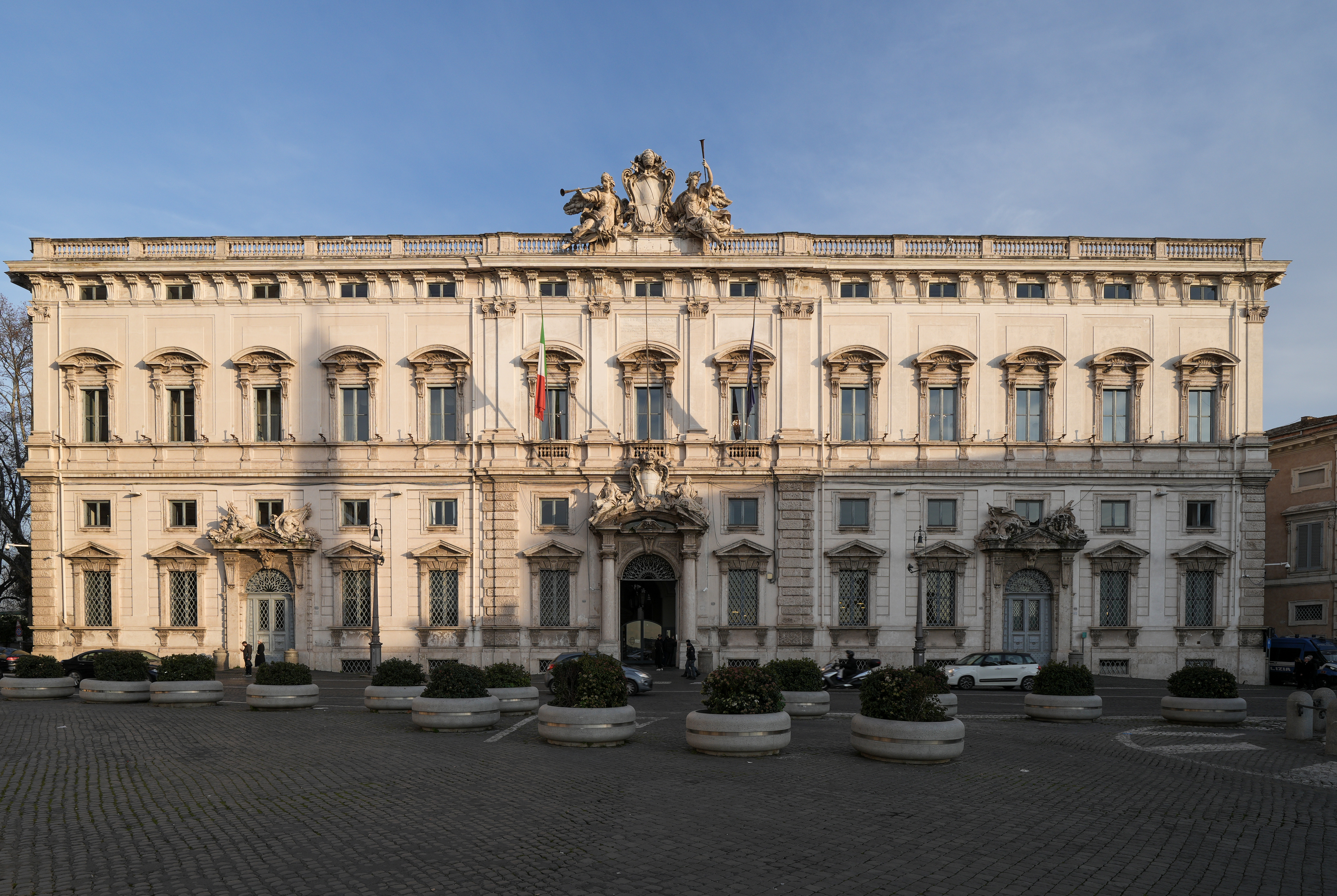
Palazzo della Consulta
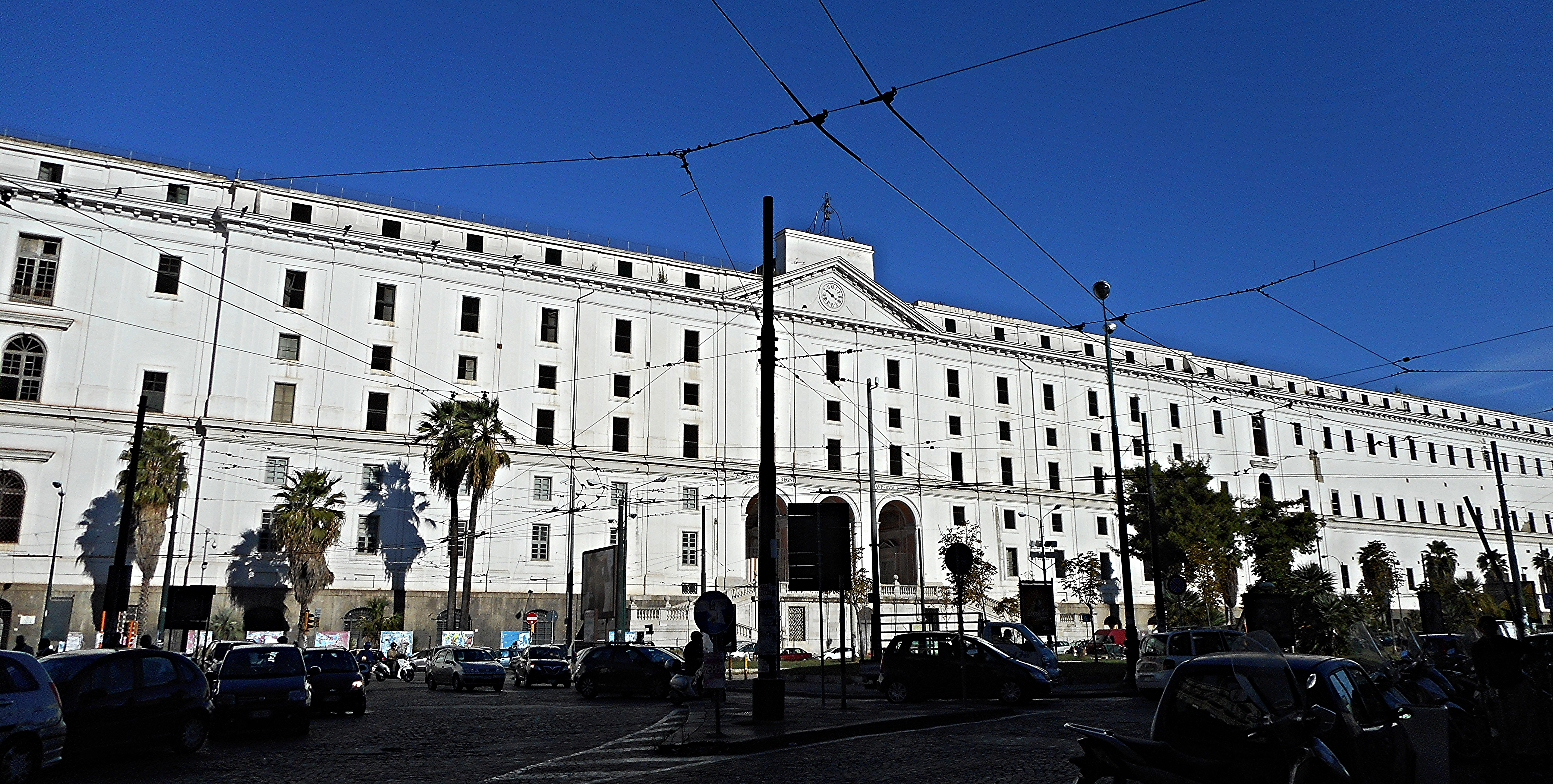
Albergo dei Poveri
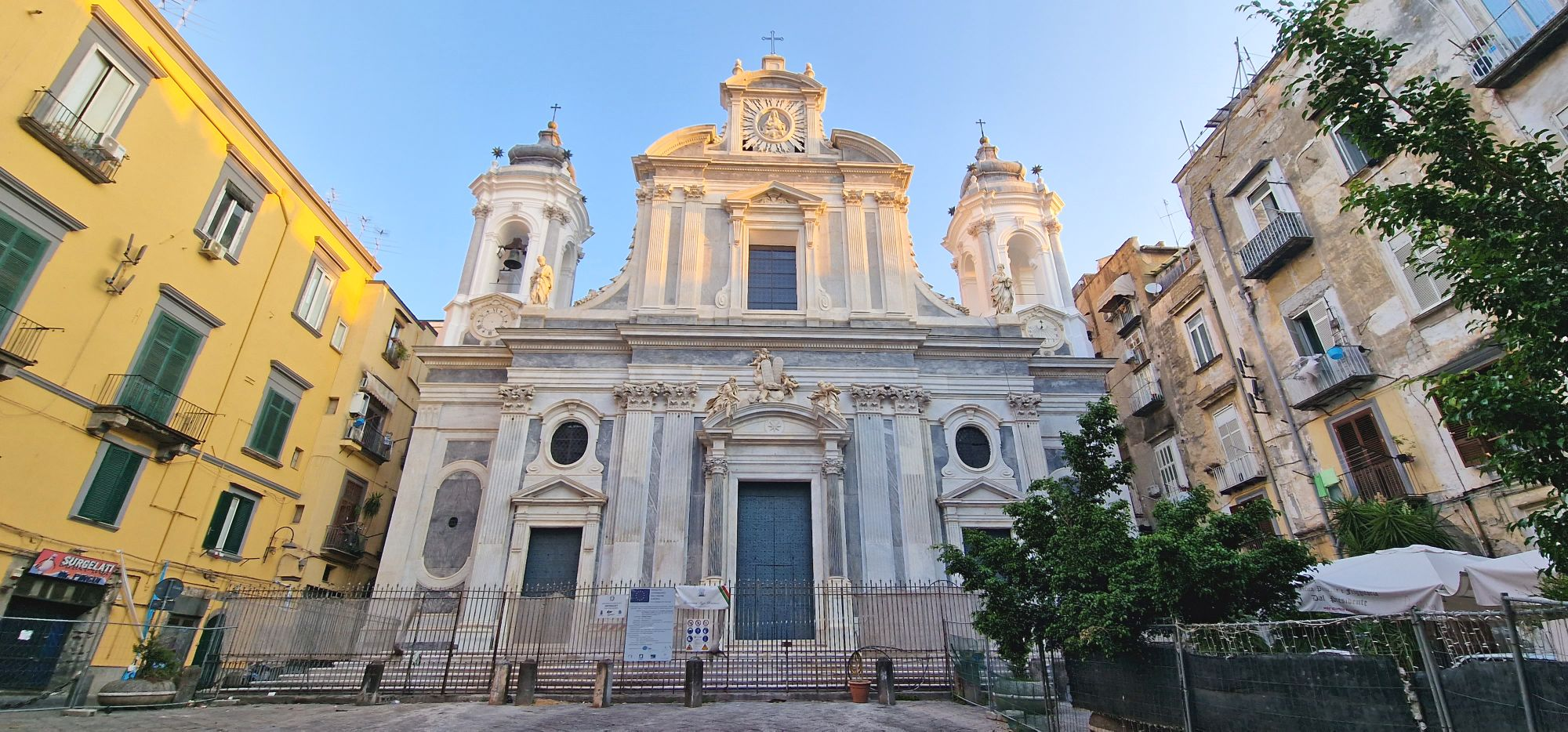
Chiesa dei Girolamini
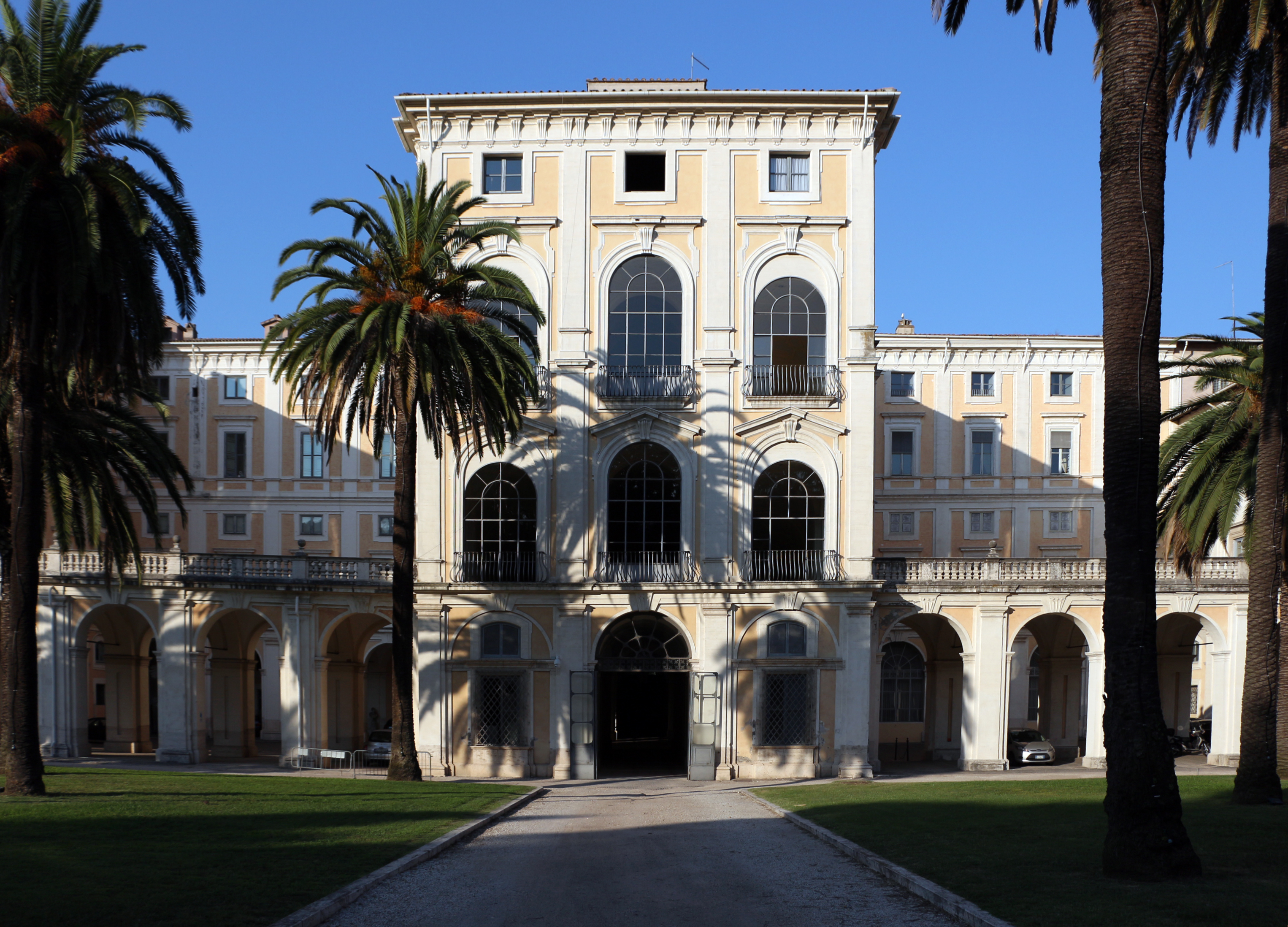
Palazzo Corsini
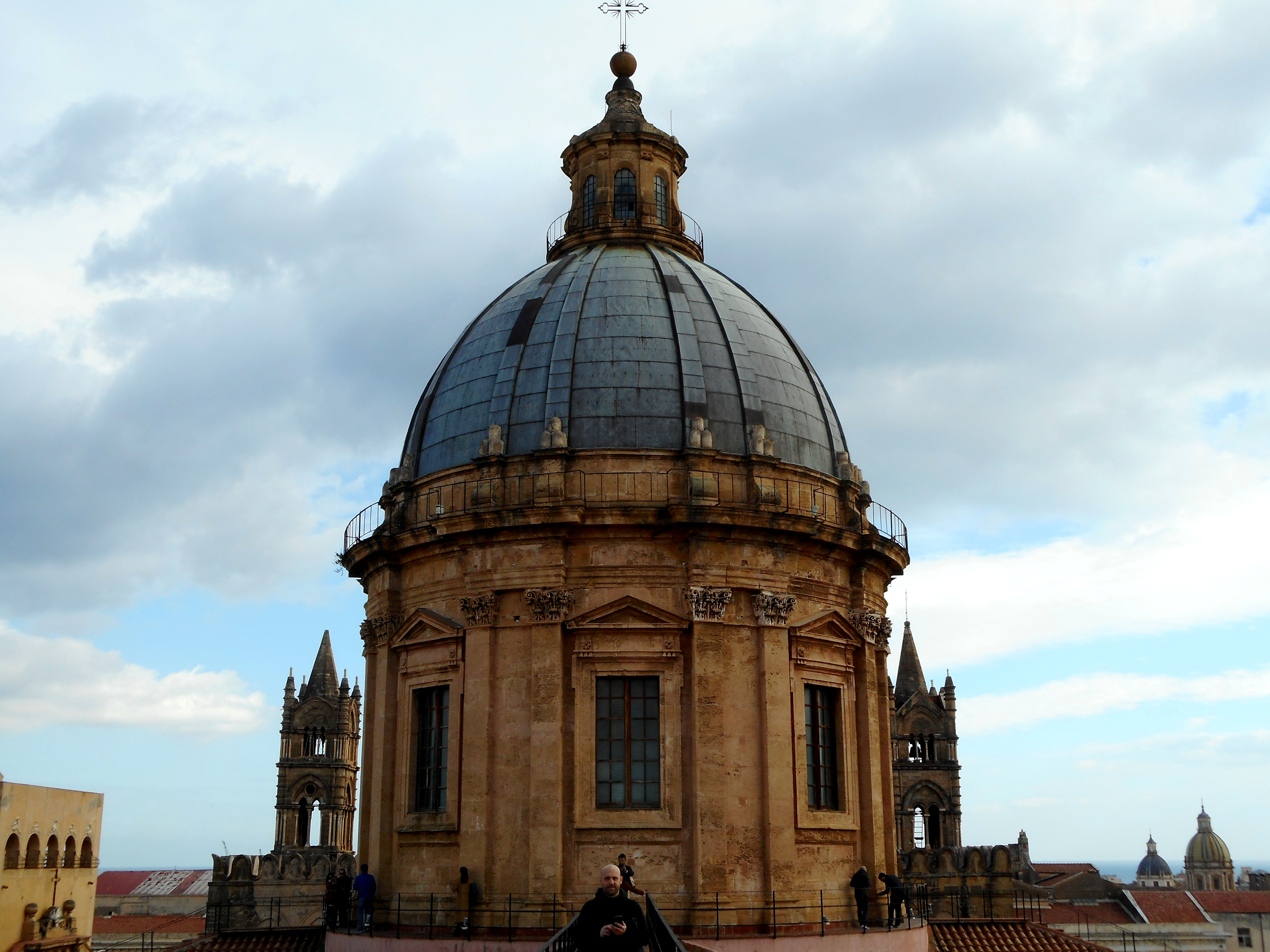
Kupole palermské katedrály